# Vasilis Bolobocis
Vasilis Bolobocis (22. ledna 1953 Brno – leden 2019 Bystré) byl československý fotbalový záložník s řeckými kořeny.

## Fotbalová kariéra
V československé lize hrál za Zbrojovku Brno. Nastoupil v 1 ligovém utkání.

## Ligová bilance
| Ročník                                   | Zápasy | Góly | Minuty | Klub           |
| ---------------------------------------- | ------ | ---- | ------ | -------------- |
| 1. československá fotbalová liga 1974/75 | 1      | 0    | 90     | Zbrojovka Brno |
| CELKEM                                   | 1      | 0    | 90     |                |